# Hull (Illinois)
Hull es una villa ubicada en el condado de Pike en el estado estadounidense de Illinois. En el Censo de 2010 tenía una población de 461 habitantes y una densidad poblacional de 95,95 personas por km².

## Geografía
Hull se encuentra ubicada en las coordenadas 39°42′39″N 91°12′3″O / 39.71083, -91.20083. Según la Oficina del Censo de los Estados Unidos, Hull tiene una superficie total de 4.8 km², de la cual 4.78 km² corresponden a tierra firme y (0.59%) 0.03 km² es agua.

## Demografía
Según el censo de 2010, había 461 personas residiendo en Hull. La densidad de población era de 95,95 hab./km². De los 461 habitantes, Hull estaba compuesto por el 98.48% blancos, el 0% eran afroamericanos, el 0% eran amerindios, el 0% eran asiáticos, el 0.43% eran isleños del Pacífico, el 0% eran de otras razas y el 1.08% pertenecían a dos o más razas. Del total de la población el 1.3% eran hispanos o latinos de cualquier raza.